# NGC 376
NGC 376 ist ein offener Sternhaufen im Sternbild Tukan in der Kleinen Magellanschen Wolke.
NGC 376 wurde am 2. September 1826 von dem schottischen Astronomen James Dunlop entdeckt.